# Nuno Lopes
Nuno Lopes (Lissabon, 6 mei 1978) is een Portugees acteur en DJ.  

## Biografie
Hij speelde al in vele films en series mee. In 2016 speelde hij de hoofdrol in de film Saint George, een film die voor Portugal ingezonden werd voor de Oscar voor beste internationale film, al werd deze niet genomineerd. Voor deze film won hij verschillende prijzen waaronder de Portugese Golden Globes. In 2020 speelde hij de rol van Boxer in de Netflix-serie White Lines. 
- Bibliothèque nationale de France: cb170634842 (data)
- Gemeinsame Normdatei: 1204645760
- International Standard Name Identifier: 0000 0001 3299 8723
- Library of Congress Control Number: no2016015167
- Nationale Bibliotheek van Tsjechië: xx0184679
- Système universitaire de documentation: 174616589
- Virtual International Authority File: 308698496
- WorldCat: E39PBJc84wHH4rdCwdt6tGcdcP